# 安托諾夫An-180
安托諾夫安-180是安托諾夫設計局為烏克蘭所設計的中程廣體客機，1994年完成書面設計，但是沒有實際製造出來。

## 開發過程

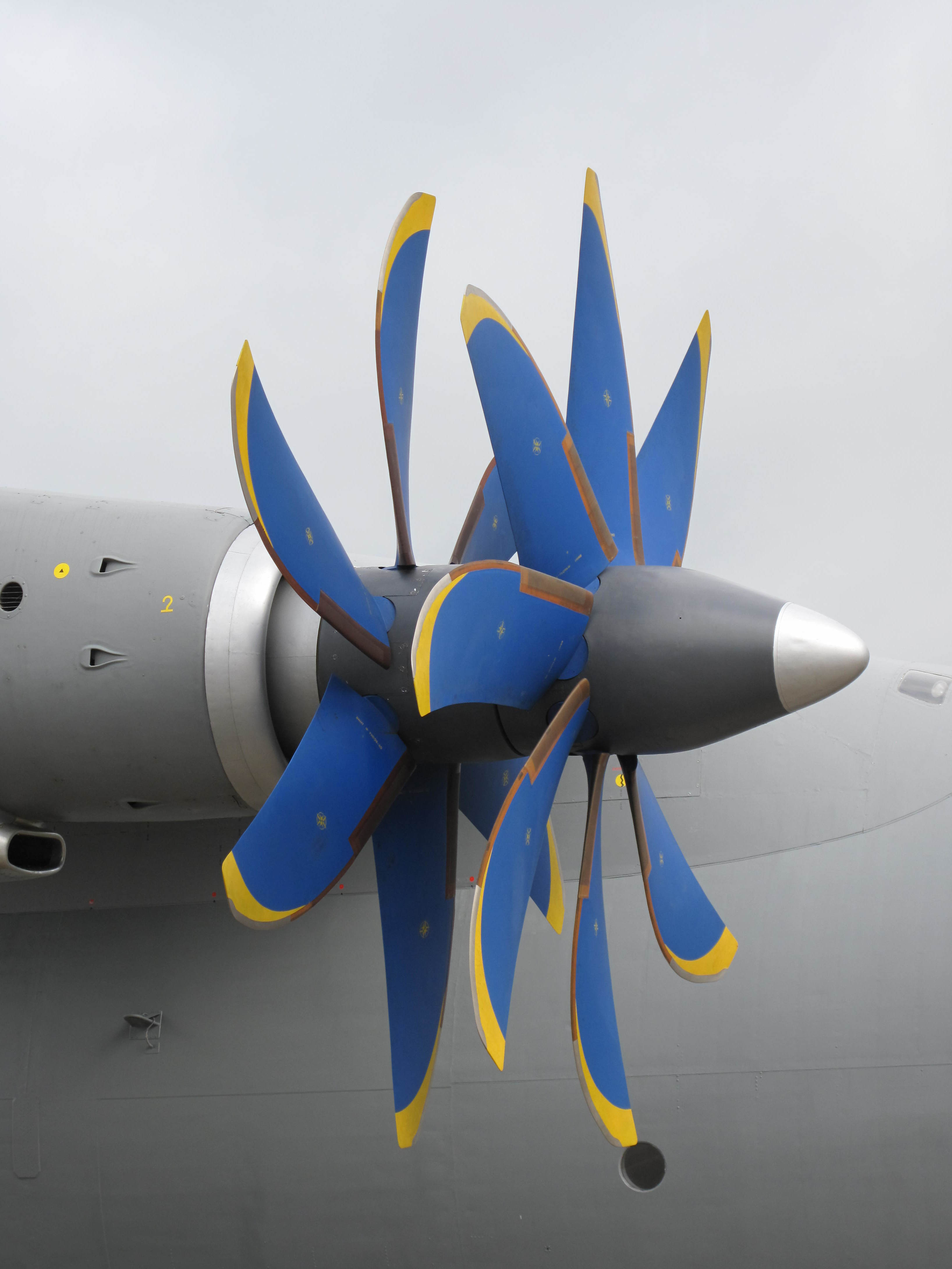
AN-70所使用的同軸反轉螺旋槳，攝於2013巴黎航空展

An-180的計畫最初是在1989年被提出來的，跟An-70採用類似的推進器設計，直到1991年的巴黎航空展才披露了性能諸元等資料，預計在1995年進行首次飛行，首飛的兩年後1997投入商業運轉。對於飛行中所要求的安全性及舒適性一直無法達到要求，所以最後仍然只在紙上作業的階段。An-180採用一般常見的噴射客機構型設計，比較特別的是把Progress D-27槳扇發動機安裝在水平尾翼的外側而不是常見的主翼下，該發動機是同軸反轉的設計;其二是有六個輪子的主起落架。
An-180原始設計能夠搭載150-156名乘客，改裝後可以搭載200名的乘客而且也能夠改為半客貨機及全貨機。

## 技術規格
参考资料：Brassey's World Aircraft & Systems Directory
基本信息
- 机组：2或3名
- 容量：163名

性能

## 外部連結
- Проект среднемагистрального пассажирского самолета Ан-180. Украина（烏克蘭語）
- An-180 project by ANTK O.K.Antonov （页面存档备份，存于） （英文）